# Godfrey Frankel
Godfrey Frankel (* 1912 in Cleveland, Ohio; † 11. Juli 1995 in Washington, D.C.) war ein US-amerikanischer Fotograf und Sozialarbeiter, der vor allem für seine dokumentarischen Fotografien des städtischen Lebens in den 1940er Jahren bekannt ist. Er war Mitglied der Photo League, New York. Die Photo League war eine Organisation von Fotografen in New York City, die sich der Dokumentation des Lebens in den Arbeitervierteln widmete. Sie wurde 1936 gegründet und bot ihren Mitgliedern Schulungen, Ausstellungsräume und eine Plattform für den Austausch über soziale und kreative Themen. Die Photo League spielte eine wichtige Rolle bei der Entwicklung der sozialdokumentarischen Fotografie in den USA.

## Leben
Godfrey Frankel begann seine Karriere als Journalist und arbeitete während des Zweiten Weltkriegs als Kolumnist für die Washington Daily News. In dieser Zeit erkundete er mit seinem Fahrrad die Hinterhöfe und Gassen Washingtons und hielt das Leben der Bewohner mit seiner Kamera fest. Sein besonderes Interesse galt den Kindern, die in diesen oft vernachlässigten Vierteln aufwuchsen. Die Fotografien bieten einen einzigartigen Einblick in den damaligen Alltag und dokumentieren eine Seite der Stadt, die heute weitgehend verschwunden ist.
Nach dem Krieg verließ Godfrey Frankel den Journalismus, um sich sozialen Projekten zu widmen. Er engagierte sich in Programmen zur Wiedereingliederung japanisch-amerikanischer Bürger, die während des Krieges interniert worden waren, und erwarb 1950 an der Columbia University einen Master-Abschluss in Sozialarbeit. Danach arbeitete er in verschiedenen sozialen Einrichtungen und wurde später Programmdirektor des National Institute on Drug Abuse.

## Werk
Godfrey Frankels Fotografien zeichnen sich durch eine einfühlsame und zugleich realistische Darstellung des urbanen Lebens aus. Seine Bilder fangen die Lebensumstände der Menschen in den weniger beachteten Teilen der Stadt ein und zeigen sowohl die Herausforderungen als auch die Momente der Freude und des Zusammenhalts innerhalb der Gemeinschaften. Sein Werk bietet wertvolle Einblicke in die Sozialgeschichte der USA und spiegelt die Bedingungen des städtischen Lebens in der Mitte des 20. Jahrhunderts.